# Vilcha
Vilcha (en ucraniano: Вільча, en ruso: Вильча) es una localidad ucraniana localizada al norte del óblast de Kiev, cerca a la frontera con Bielorrusia, deshabitada desde 1993 a causa del desastre de Chernóbil. La localidad se ubicaba 15 kilómetros al noreste de Poliske, la capital del raión en ese entonces.

## Historia
La aldea fue fundada en 1926 para dar soporte a la línea de tren Chernígov-Ovruch. En los años posteriores se le anexaron otras 4 aldeas. Después del accidente en la Central Nuclear de Chernóbil (a 44km de la localidad), Vilcha no fue incluida en la "Zona de alienación" debido a que una importante ruta nacional atravesaba la localidad, engañando a la población sobre la situación real de radioactividad. Al mismo tiempo, una nueva carretera mucho más lejos de la Central Nuclear se estaba construyendo entre Naroŭlia y Ovruch con la intención de limitar en lo posible la exposición a la radiación.
Al contrario de asentamientos como Poliske, donde las protestas forzaron al gobierno a evacuar a la población, en Vilcha las personas se sentían cómodas afirmando que "nunca se habían sentido tan atendidos, al punto que sus tiendas locales parecían moscovitas".
Sin embargo y a pesar de la fuerte oposición de los habitantes, en 1990 el Partido Comunista decidió establecer la zona como "de reubicación obligatoria". El último habitante abandonó la localidad en 1993.
Actualmente Vilcha cuenta con un punto de control de tránsito, una estación de bomberos y una estación de tren que estuvo activa hasta el año 2013.

## Galería

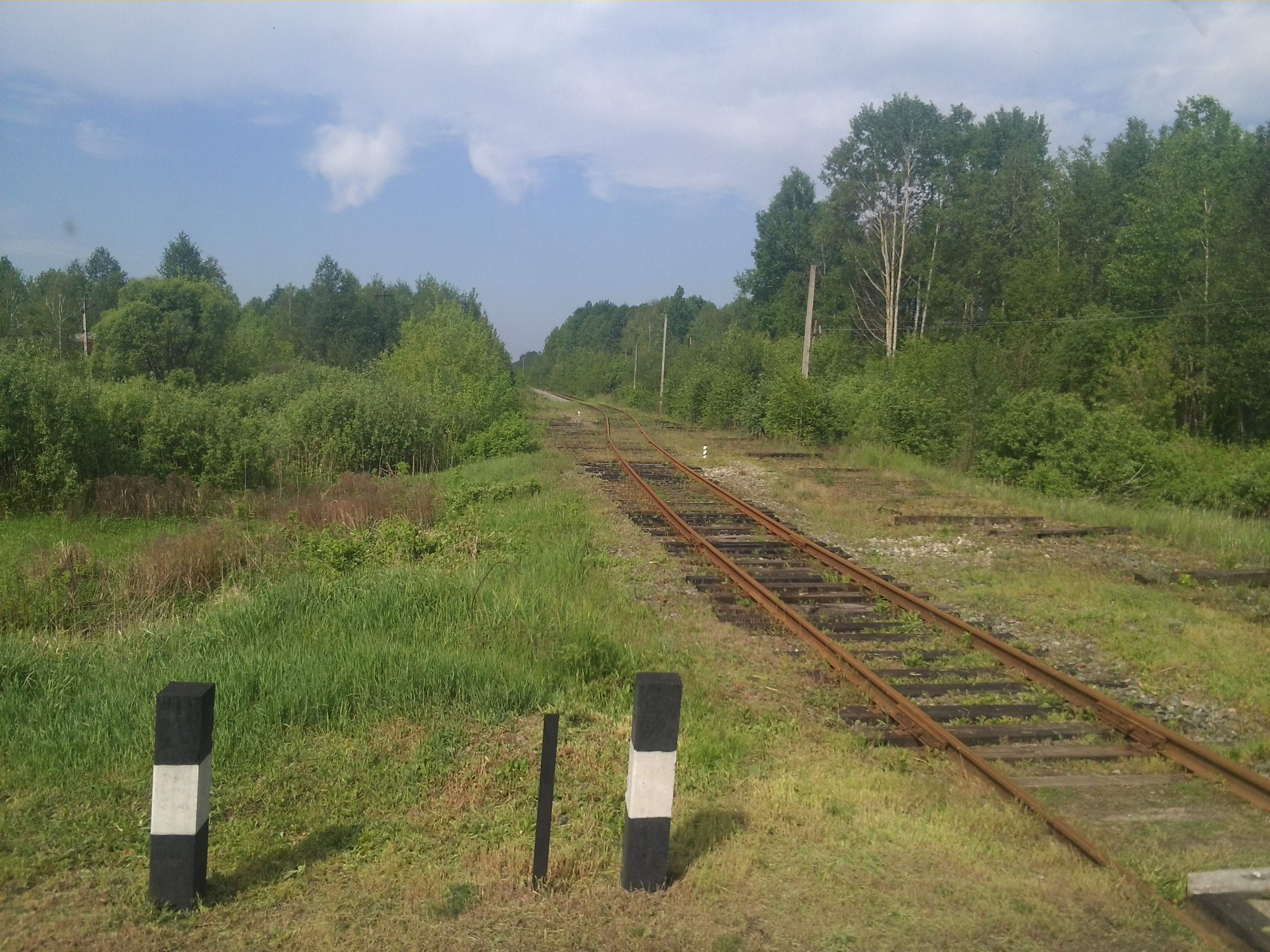
Vía de tren en la ruta Chernihiv-Ovruch.
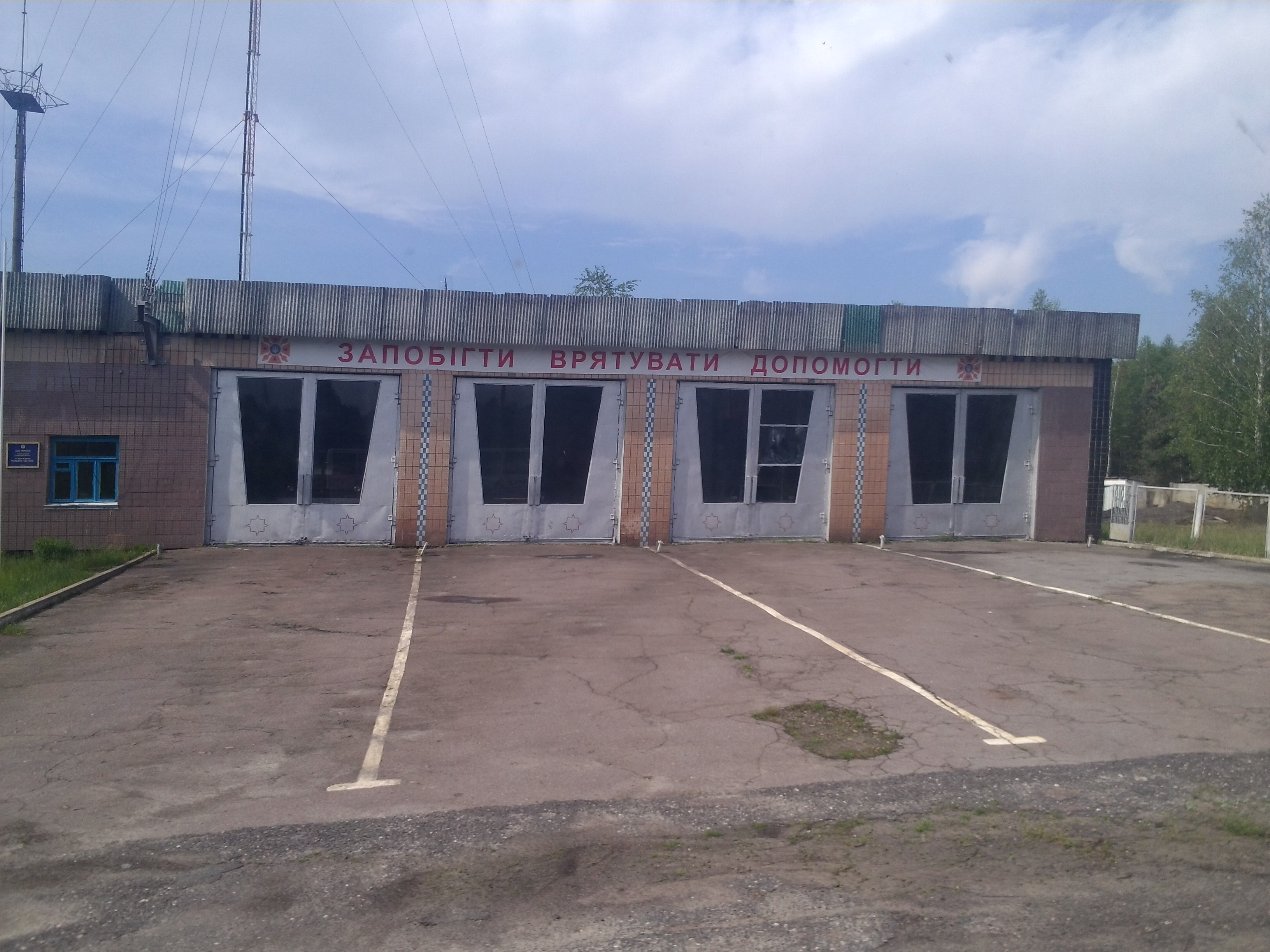
Estación de bomberos, cerca al centro de Vilcha.
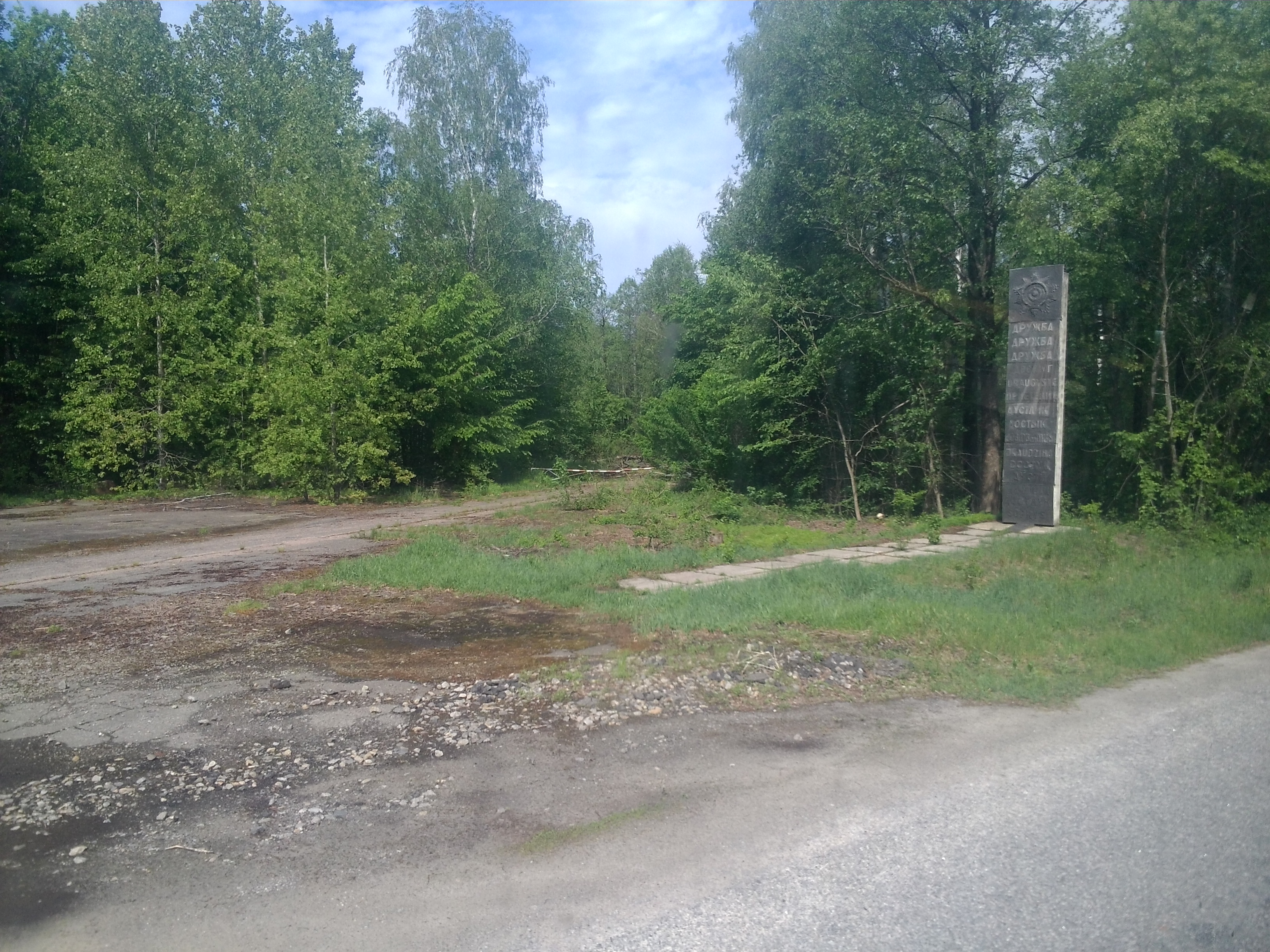
Monumento soviético a la amistad de los pueblos.